# 晋州市 (慶尚南道)

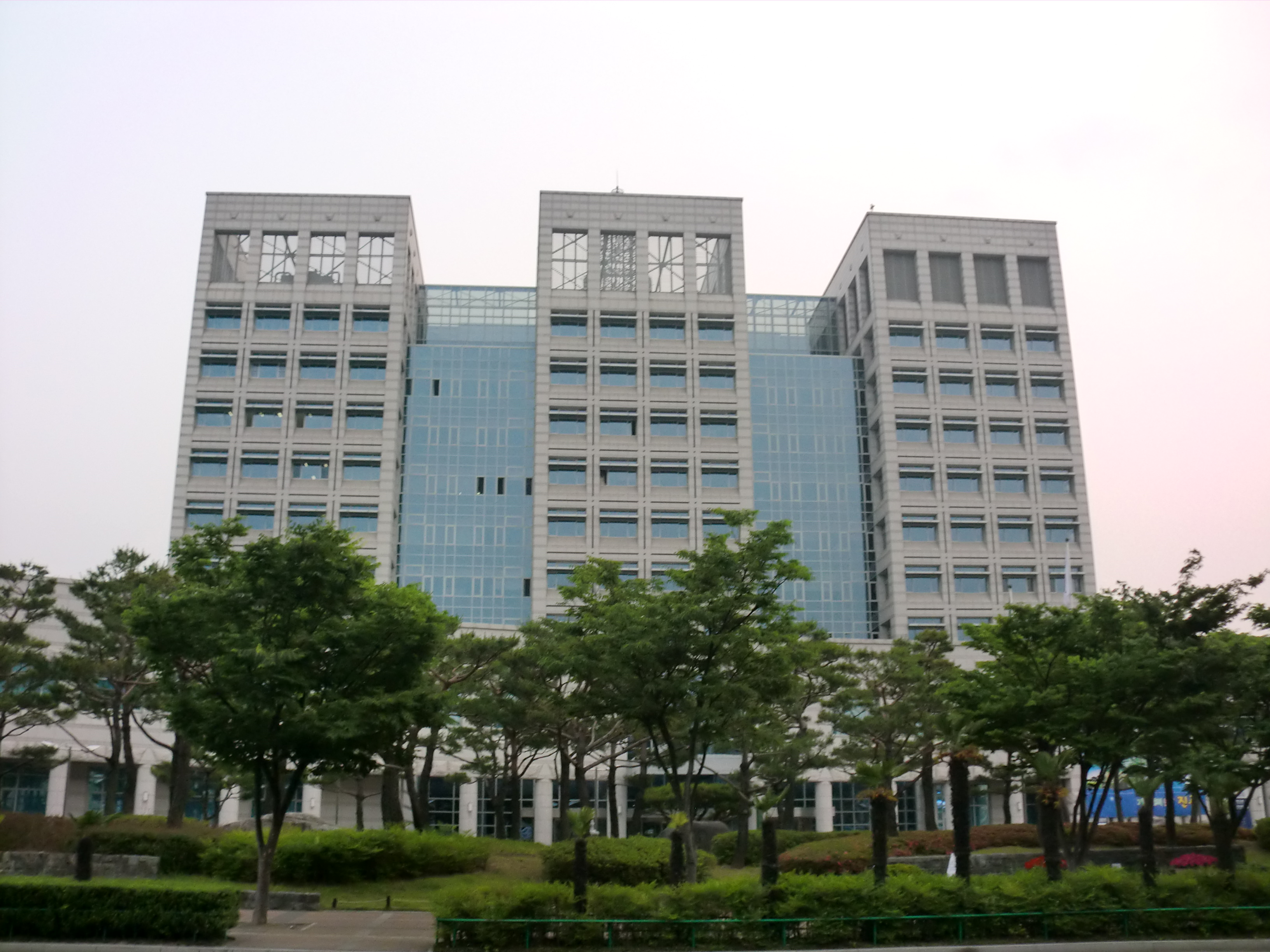
晋州市庁

晋州市（しんしゅう、チンジュし）は、大韓民国慶尚南道西部にある市。

## 地理
慶尚南道西部の内陸部に位置し、北から時計回りに宜寧郡・咸安郡・昌原市・固城郡・泗川市・河東郡・山清郡と接する。市内を南江が流れており、市西部には1970年に南江を堰き止めて造られた晋陽湖がある。

### 気候
- 最高気温極値38.9℃（1994年7月21日）
- 最低気温極値-15.9℃（1984年1月20日）

| 晋州市の気候                                                | 晋州市の気候 | 晋州市の気候 | 晋州市の気候 | 晋州市の気候  | 晋州市の気候  | 晋州市の気候  | 晋州市の気候   | 晋州市の気候   | 晋州市の気候  | 晋州市の気候 | 晋州市の気候 | 晋州市の気候 | 晋州市の気候   |
| 月                                                          | 1月          | 2月          | 3月          | 4月           | 5月           | 6月           | 7月            | 8月            | 9月           | 10月         | 11月         | 12月         | 年             |
| ----------------------------------------------------------- | ------------ | ------------ | ------------ | ------------- | ------------- | ------------- | -------------- | -------------- | ------------- | ------------ | ------------ | ------------ | -------------- |
| 最高気温記録 °C （°F）                                      | 17.5 (63.5)  | 23.3 (73.9)  | 24.0 (75.2)  | 29.0 (84.2)   | 37.0 (98.6)   | 35.1 (95.2)   | 38.9 (102)     | 37.5 (99.5)    | 35.0 (95)     | 30.2 (86.4)  | 27.0 (80.6)  | 19.6 (67.3)  | 38.9 (102)     |
| 平均最高気温 °C （°F）                                      | 7.2 (45)     | 9.6 (49.3)   | 14.2 (57.6)  | 19.9 (67.8)   | 24.6 (76.3)   | 27.4 (81.3)   | 29.6 (85.3)    | 30.6 (87.1)    | 26.9 (80.4)   | 22.3 (72.1)  | 15.6 (60.1)  | 9.2 (48.6)   | 19.8 (67.6)    |
| 日平均気温 °C （°F）                                        | 0.3 (32.5)   | 2.6 (36.7)   | 7.3 (45.1)   | 12.9 (55.2)   | 18.0 (64.4)   | 21.8 (71.2)   | 25.3 (77.5)    | 25.9 (78.6)    | 21.4 (70.5)   | 15.0 (59)    | 8.2 (46.8)   | 2.1 (35.8)   | 13.4 (56.1)    |
| 平均最低気温 °C （°F）                                      | −5.5 (22.1)  | −3.7 (25.3)  | 0.6 (33.1)   | 6.0 (42.8)    | 11.6 (52.9)   | 17.2 (63)     | 21.9 (71.4)    | 22.2 (72)      | 16.7 (62.1)   | 8.9 (48)     | 2.0 (35.6)   | −3.8 (25.2)  | 7.8 (46)       |
| 最低気温記録 °C （°F）                                      | −15.9 (3.4)  | −14.3 (6.3)  | −10.4 (13.3) | −4.2 (24.4)   | 1.6 (34.9)    | 8.0 (46.4)    | 13.3 (55.9)    | 12.1 (53.8)    | 5.9 (42.6)    | −2.7 (27.1)  | −8.0 (17.6)  | −13.9 (7)    | −15.9 (3.4)    |
| 降水量 mm （inch）                                          | 28.0 (1.102) | 45.6 (1.795) | 77.6 (3.055) | 126.4 (4.976) | 137.3 (5.406) | 174.3 (6.862) | 312.2 (12.291) | 296.8 (11.685) | 180.7 (7.114) | 68.3 (2.689) | 44.7 (1.76)  | 26.1 (1.028) | 1,518 (59.764) |
| 平均降水日数 （≥0.1 mm）                                    | 4.5          | 5.1          | 7.3          | 8.9           | 9.2           | 10.5          | 14.2           | 14.2           | 9.8           | 5.0          | 5.7          | 4.3          | 98.7           |
| % 湿度                                                      | 58.1         | 56.5         | 58.9         | 61.5          | 66.5          | 73.4          | 80.1           | 78.4           | 75.6          | 71.1         | 67.9         | 61.4         | 67.5           |
| 平均月間日照時間                                            | 194.6        | 191.0        | 210.5        | 215.0         | 225.8         | 169.4         | 155.0          | 173.7          | 167.3         | 210.7        | 184.6        | 194.9        | 2,292.5        |
| 出典：韓国気象庁 (平均値：1991年-2020年、極値：1969年-現在) |              |              |              |               |               |               |                |                |               |              |              |              |                |

## 歴史
- 南江沿いの大坪面大坪里では、紀元前3500年から紀元500年にかけての大規模な考古遺跡が発見されている（大坪遺跡（英語版）参照）。
- 統一新羅時代は菁州と呼ばれ、757年に康州、高麗時代に晋州になっている。
- 文禄・慶長の役の晋州城攻防戦の舞台であった。

### 晋州市
- 1939年10月1日 - 晋州郡晋州邑が晋州府に昇格。
- 1949年8月15日 - 晋州府が晋州市に改称。
- 1973年7月1日 - 晋陽郡井村面・奈洞面のそれぞれ一部を編入。
- 1995年
  - 1月1日 - 晋州市・晋陽郡が合併し、晋州市が発足。（16面25行政洞）
  - 3月1日 - 文山面が文山邑に昇格。（1邑15面25行政洞）
- 1997年7月1日 （1邑15面21行政洞）
  - 本城洞・南城洞が合併し、城址洞が発足。
  - 大安洞・将台洞が合併し、中央洞が発足。
  - 鳳谷洞・中安洞が合併し、鳳安洞が発足。
  - 蓬莱洞・水晶洞が合併し、蓬水洞が発足。
  - 草田洞・長在洞が合併し、草長洞が発足。
  - 下大洞が分割され、下大1洞・下大2洞が発足。
- 2013年
  - 5月1日 （1邑15面15行政洞）
    - 望京洞・江南洞・七岩洞が合併し、川前洞が発足。
    - 城址洞・鳳安洞が合併し、城北洞が発足。
    - 中央洞・蓬水洞・玉峰洞が合併し、中央洞が発足。
    - 上鳳東洞・上鳳西洞が合併し、上鳳洞が発足。

  - 12月18日 - 琴山面・文山邑・虎灘洞の各一部が合併し、忠武公洞が発足。（1邑15面16行政洞）
- 2017年
  - 1月1日 - 上大1洞・上大2洞が合併して上大洞が発足。（1邑15面15行政洞）
  - 2月1日 - 下大1洞・下大2洞が合併して下大洞が発足。（1邑15面14行政洞）

### 晋陽郡（晋州郡）
- 1895年5月26日 - 晋州府晋州郡[4]
- 1896年8月4日 - 慶尚南道晋州郡[5]（75面）
- 1906年（70面）
  - 青岩面と玉宗面が河東郡に編入。
  - 9月24日 - 勅令第49号により、上寺面・上奉面・下奉面が咸安郡に編入。
- 1908年 - 良田面が昌原郡に編入。（69面）
- 1912年 - 文善面が泗川郡に編入。（68面）
- 1914年4月1日 - 郡面併合により、杻東面・夫火谷面が泗川郡に編入。咸安郡から上寺面・上奉面・下奉面を返還。晋州郡に以下の面が成立。[6]（19面）
  - 晋州面・平居面・道洞面・奈洞面・文山面・井村面・金谷面・晋城面・一班城面・二班城面・寺奉面・智水面・大谷面・琴山面・集賢面・美川面・鳴石面・大坪面・水谷面

| 朝鮮総督府令第111号 |            |                                        |
| 旧行政区画 | 旧行政区域 | 旧行政区域                             |
| 晋州郡城内面일동 일부/이동 일부/오동 일부、삼동 일부/사동 일부/(중안면)삼동 일부、이동 일부/삼동 일부 | 晋州面     | 내성동、동성동、중성동                 |
| 晋州郡中安面삼동 일부/(대안면)일동 일부/(성내면)사동 일부、일동 일부/삼동 일부/(대안면)이동 일부/(봉곡면)하동 일부、일동 일부/삼동 일부/(성내면)일동 일부/사동 일부、삼동 일부/(대안면)일동 일부/이동 일부                                                                     | 晋州面     | 대안동、비봉동、중안동、평안동         |
| 晋州郡大安面신안동/평촌동 일부/화동 일부/일동 일부/(성내면)오동 일부/(평거면)평거동 일부、이현동/화동 일부/일동 일부 | 平居面     | 신안리、이현리                         |
| 晋州郡鳳谷面상동 일부/하동 일부、각한동/유동/(성태동면)신촌 일부 | 平居面     | 상봉리、유곡리                         |
| 晋州郡平居面오천동/판문동、평거동 일부/(중안면)평촌동 일부 | 平居面     | 판문리、평거리                         |
| 晋州郡加貴谷面대동/(축곡면)산지동 일부 | 平居面     | 귀곡리                                 |
| 晋州郡省台洞面비곡동/송목동/수시동/용산동、우수동/어수동、관지동 일부/신촌 일부、덕곡동/엄목동/관지동 일부 | 平居面     | 용산리、우수리                         |
| 晋州郡省台洞面비곡동/송목동/수시동/용산동、우수동/어수동、관지동 일부/신촌 일부、덕곡동/엄목동/관지동 일부 | 鳴石面     | 관지리、덕곡리                         |
| 晋州郡鳴石面갈전동/봉청동/계원동、장흥동/석방동/남성동、동전동/청계동/신기동、추동/왕지동、내율동/외율동/내팔미동/외팔미동 일부/(오산면)오미동 일부/(단성군 오도면)토현동 | 鳴石面     | 계원리、남성리、신기리、왕지리、외율리 |
| 晋州郡吾山面가동/화지동/(신풍면)중동 일부、삼항동/오미동 일부/묵곡동 일부/(명석면)외팔미동 일부/(대평면)대평동 일부 | 鳴石面     | 가화리、오미리                         |
| 晋州郡道洞面하평동/상평동 일부/상대동 일부、상평동 일부/상대동 일부/하대동 일부、초전동 일부/(금산면)미암동 일부/(사죽면)장흥동 일부、하대동 일부/초전동 일부 | 道洞面     | 상평리、상대리、초전리、하대리         |
| 晋州郡長在谷面장재곡동 일부/(사죽면)장흥동 일부/(동물곡면)하촌동 일부 | 道洞面     | 장재리                                 |
| 晋州郡玉峰面옥봉동/(성내면)사동 일부/(중안면)삼동 일부/(대안면)일동 일부/이동 일부/(봉곡면)상동 일부 | 道洞面     | 옥봉리                                 |
| 晋州郡井村面가좌동/장좌동/(내동면)신촌동 일부、동물곡동/처음동/(이곡면)어암동 일부/(송곡면)정자동 일부、호탄동 일부/원촌동 일부/정동/대방동/(문산면)옥산동、호탄동 일브/원촌동 일부                                                                                            | 井村面     | 가좌리、冬勿里、옥산리、호탄리         |
| 晋州郡枝貢面여물동/상동 일부/(사천군 북면)관율동 일부、소곡동/상동 일부/(사천군 북면)관율동 일부、죽봉동/화동/(내동면)율동 일부/(가차례면)하동 일부 | 井村面     | 관봉리、소곡리、화개리                 |
| 晋州郡加次禮面상동 일부、상동 일부/하동 일부 | 井村面     | 예상리、예하리                         |
| 晋州郡杒洞面대동 | 井村面     | 대인리                                 |
| 晋州郡新豊面상동/하동/중동 일부 | 大坪面     | 신풍리                                 |
| 晋州郡馬洞面당촌동 일부/(신풍면)중동 일부/(곤양군 곤명면)본촌동 일부、내촌동、당촌동 일부/(신풍면)중동 일부/수곡동 일부/중금동 일부/(침곡면)하촌동 | 大坪面     | 당촌리、내촌리、하촌리                 |
| 晋州郡大坪面대평동 일부 | 大坪面     | 대평리                                 |
| 晋州郡針谷面상촌동/중촌동 | 大坪面     | 상촌리                                 |
| 晋州郡水谷面대천동/사방동/구태동/금동/후산동 일부/(대각면)사곡동 일부、창촌동/호계동/(원당면)외동 일부/(하동군 운곡면)가덕동 일부、효자동/중전동 일부/하동 일부/악산동 일부/(마동면)당촌동 일부、하동 일부/(원당면)내동 일부/(곤양군 곤명면)본촌동 일부                        | 水谷面     | 대천리、창촌리、효자리、원내리         |
| 晋州郡大覚面사곡동 일부/대우동 일부/(산청군 백곡면)대우동 일부、자매동 일부/대우동 일부/(산청군 파지면)덕동 일부 | 水谷面     | 사곡리、자매리                         |
| 晋州郡元堂面내동 일부/외동 일부/(곤양군 곤명면)본촌동 일부 | 水谷面     | 원외리                                 |
| 晋州郡奈洞面독산동/영강동, 신촌동 일부/율동 일부 | 내동면     | 독산리, 신율리                         |
| 晋州郡杒谷面내평동/연향동 일부/수거동 일부/(곤양군 곤명면)조평동 일부、산지동 일부/마동、유동/수거동 일부/(곤양군 가리면)가화동 일부 | 내동면     | 내평리、삼계리、유수리                 |
| 晋州郡涉川面약동、천전동 | 내동면     | 주약리、천전리                         |
| 晋州郡加佐村面상촌동、중촌동 일부/하촌동 일부/(내진성면)천곡동 일부、하촌동 일부 | 晋城面     | 상촌리、중촌리、하촌리                 |
| 晋州郡内晋城面대사동/두수동 일부/백암동 일부、온수동 일부、이천동、천곡동 일부/온수동 일부/(가좌촌면)중촌동 일부 | 晋城面     | 대사리、온수리、이천리、천곡리         |
| 晋州郡外晋城面원통동/사가동/소야동/시목동/남산동/관사동/(내진성면)백암동 일부/두수동 일부、성분동/포곡동/운천동/(내진성면)원당동 일부/온정동 일부/(함안군 상사면)다무리 일부                                                                                                   | 一班城面   | 남산리、운천리                         |
| 晋州郡一班城面가곡동 일부/선동 일부/창촌동 일부、개암동/채동 일부/선동 일부/창촌동 일부/(외진성면)답천동 일부、채동 일부/(외진성면)답천동 일부、창촌동 일부/선동 일부/채동 일부/(함안군 사등면)다무리 일부                                                                     | 一班城面   | 가선리、개암리、답천리、창촌리         |
| 晋州郡二班城面용암동 일부/간동 일부/하서동 일부、후촌동/장안동/반덕촌/사영동/전촌동 일부/평촌동 일부、지화동/평촌동 일부/간동 일부/전촌동 일부、하동동/하중동/하서동 일부 | 二班城面   | 용암리、장안리、평촌리、하곡리         |
| 晋州郡可樹介面가산동 일부/길성동 일부/계룡동 일부/(이반성면)용암동 일부、길성동 일부/맥두동 일부/계룡동 일부、대동/가산동 일부/(외진성면)답천동 일부、맥두동 일부/계룡동 일부/(마산부 양전면)발산리                                                                            | 二班城面   | 가산리、길성리、대천리、발산리         |
| 晋州郡美川面반지동/세곡동/삭성동 일부、항수동/벌당동/고동 일부/정성동 일부/삭성동 일부、진교동/장죽동/개필동/동항동 | 美川面     | 반지리、벌당리、항양리                 |
| 晋州郡安磵面미곡동 일부、안간동/미곡동 일부/효자동 일부、효자동 일부 | 美川面     | 미곡리、안간리、효자리                 |
| 晋州郡雪梅谷面상미동/하미동、덕진동 일부/오방동 일부/어옥동、용암동/중감동/하감동 일부、월배동/상감동 일부/하감동 일부、창촌동/웅곡동/가야동 일부、하감동 일부/상감동 일부 | 美川面     | 상미리、어옥리、오방리、용암리、월암리 |
| 晋州郡雪梅谷面상미동/하미동、덕진동 일부/오방동 일부/어옥동、용암동/중감동/하감동 일부、월배동/상감동 일부/하감동 일부、창촌동/웅곡동/가야동 일부、하감동 일부/상감동 일부 | 大谷面     | 광석리、설매리                         |
| 晋州郡大谷面중촌동/가정동 일부/용동 일부、대동 일부、하촌동/덕곡동/(대여촌면)송곡동 일부、마진동/대동 일부、유곡동/용동 일부/가정동 일부/(대여촌면)송곡동 일부/(설매곡면)가야동 일부                                                                                           | 大谷面     | 가정리、대곡리、덕곡리、마진리、와룡리 |
| 晋州郡沙竹面월아동 일부/단동 일부/(미천면)고동 일부/정성동 일부、월아동 일부、유곡동/대포동/지석동/(대여촌면)송곡동 일부/(미천면)정성동 일부、오동/덕성동/월아동 일부/단동 일부、신당동 일부/죽산동、장흥동 일부/신당동 일부                                                   | 大谷面     | 단목리、월아리、유곡리                 |
| 晋州郡沙竹面월아동 일부/단동 일부/(미천면)고동 일부/정성동 일부、월아동 일부、유곡동/대포동/지석동/(대여촌면)송곡동 일부/(미천면)정성동 일부、오동/덕성동/월아동 일부/단동 일부、신당동 일부/죽산동、장흥동 일부/신당동 일부                                                   | 集賢面     | 덕오리、신당리、장흥리                 |
| 晋州郡集賢面광정동/냉정동/(미천면)원당동、봉평동/덕동/원동/(모태곡면)혈암동 일부、지내동/당하동/신기동/달리동 일부 | 集賢面     | 냉정리、봉강리、지내리                 |
| 晋州郡冬勿谷面기동/사촌동/관동、중촌동/하촌동 일부/(장좌곡면)장좌곡동 일부 | 集賢面     | 사촌리、하촌리                         |
| 晋州郡毛台谷面대무동/평방동 일부/혈암동 일부/(집현면)달리동 일부、철수동/검정동、정자동/평방동 일부 | 集賢面     | 대암리、정수리、정평리                 |
| 晋州郡文山面이동/일동 일부/(조동면)갈전동 일부/속사동 일부、상이동/일동 일부、삼동 일부/(이곡면)제내동 | 文山面     | 소문리、상문리、삼곡리                 |
| 晋州郡葛谷面삼동 일부/(송곡면)정자동 일부/(이곡면)어수동 일부/이곡동 일부、외동/동곡동/(송곡면)송곡동 일부、내동/상촌동 | 文山面     | 이곡리、안전리、갈촌리                 |
| 晋州郡今山面백동 일부/(조동면)속사동 일부、백동 일부、개천동/중촌동 일부/말암동 일부 | 今山面     | 속사리、송백리、중천리                 |
| 晋州郡槽洞面호암동/갈전동 일부/속사동 일부 | 今山面     | 갈전리                                 |
| 晋州郡代如村面남성동/기동/가방동 일부/사동 일부、용사동/(금산면)월아동/중촌동 일부 | 今山面     | 가방리、용아리、장사리                 |
| 晋州郡金冬於面우봉동/가토동 일부/검암동 일부 | 금곡면     | 가봉리                                 |
| 晋州郡省乙山面동례동/신대동 일부/두문동 일부/(금동어면)검암동 일부、두문동 일부/석계동 일부/성산동 일부/신대동 일부/(고성군 오읍곡면)동동 일부/서동 일부、성산동 일부/덕계동 일부、장지동/죽곡동/성산동 일부、상인담동/하인담동 일부/(송곡면)홍정동 일부/(금동어면)검암동 일부 | 금곡면     | 동례리、두문리、성산리、죽곡리、인담리 |
| 晋州郡松谷面송곡동 일부/홍정동 일부/(금동어면)검암동 일부/가토동 일부、송곡동 일부、정자동 일부/홍정동 일부/(이곡면)이곡동 일부/(성을산면)하인담동 일부/(금동어면)검암동 일부                                                                                                  | 금곡면     | 검암리、송곡리、정자리                 |
| 咸安郡上寺面마사리/시성리、방촌리 일부/중촌리 일부、우곡리/사령리 일부/방촌리 일부/(진주군 일반성면)창촌동 일부、다무리 일부/중촌리 일부/사령리 일부/(진주군 일반성면)창촌동 일부/(진주군 내진성면)원당동 일부/온수동 일부/천곡동 일부                                         | 寺奉面     | 마성리、방촌리、사곡리、무촌리         |
| 咸安郡上奉面봉대리/모곡리 일부/(하봉면)임내리 일부、화계리/부다리/모곡리 일부、필동리/뇌동리/(하봉면)구사리 일부、청원리 | 寺奉面     | 봉곡리、부계리                         |
| 咸安郡上奉面봉대리/모곡리 일부/(하봉면)임내리 일부、화계리/부다리/모곡리 일부、필동리/뇌동리/(하봉면)구사리 일부、청원리 | 智水面     | 금곡리、청원리                         |
| 咸安郡下奉面승산리 일부/임내리 일부、압현리 일부/구사리 일부、동지리/용봉리 일부/압현리 일부、청담리/용봉리 일브/승산리 일부 | 智水面     | 승내리、압사리、용봉리、청담리         |
- 1925年4月1日 - 慶尚南道庁が釜山府に移転した。[7]
- 1931年4月1日 - 晋州面が晋州邑に昇格。[8]（1邑18面）
- 1938年7月1日（1邑16面）[9]
  - 道洞面および平居面・集賢面・奈洞面の各一部が晋州邑に編入。
  - 平居面の一部が鳴石面に編入。
  - 平居面の残部が奈洞面に編入。
- 1939年10月1日（16面）
  - 晋州邑が晋州府に昇格して郡より離脱。[10]
  - 晋州郡が晋陽郡に改称。
- 1955年7月1日 - 河東郡玉宗面元渓里が水谷面に編入。[11]（16面）
- 1973年7月1日（16面）[12]
  - 井村面・奈洞面のそれぞれ一部が晋州市に編入。
  - 井村面の一部が文山面に編入。
- 1995年1月1日 - 晋陽郡が晋州市と合併し、晋州市が発足。晋陽郡消滅。

## 行政

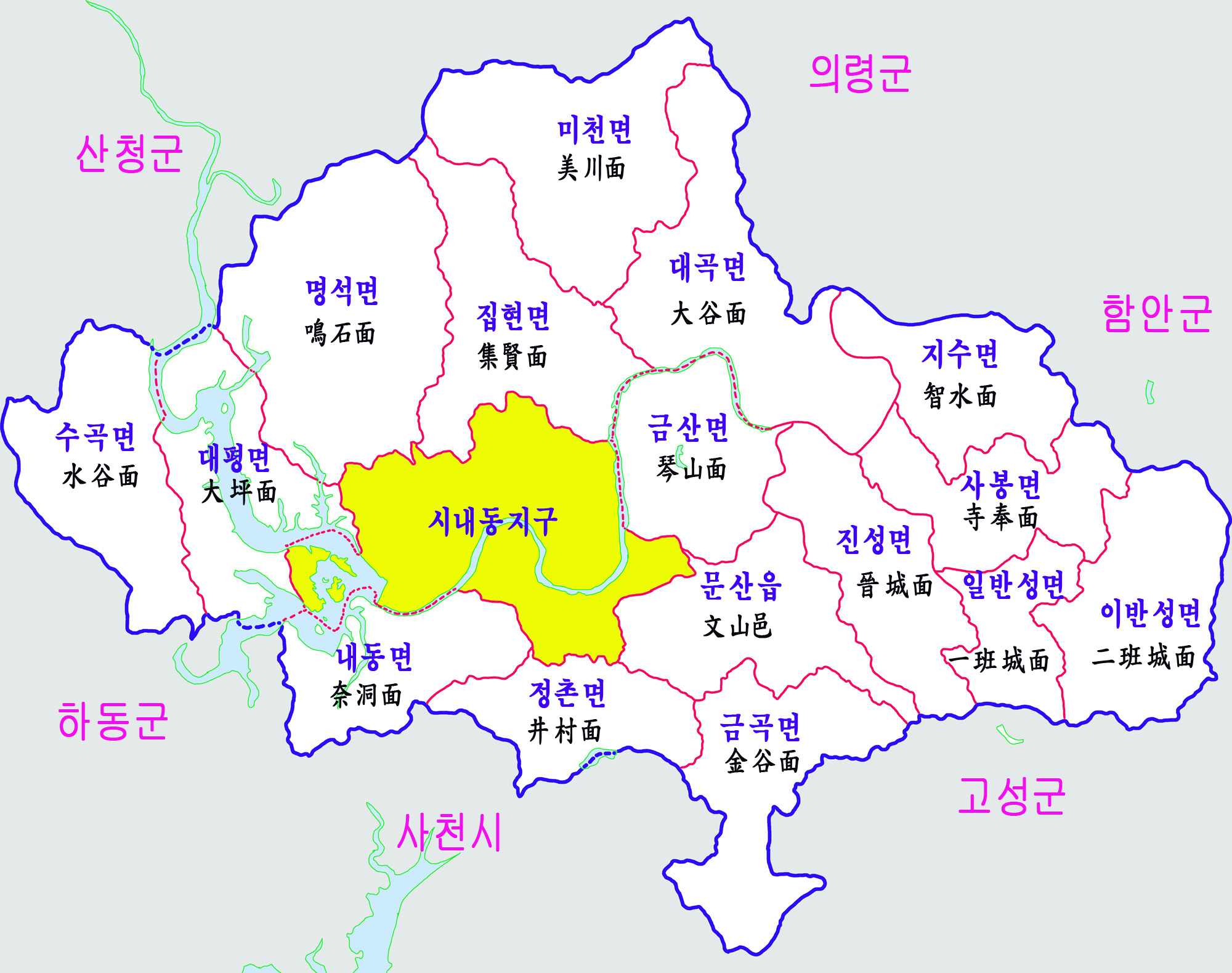
行政区域図

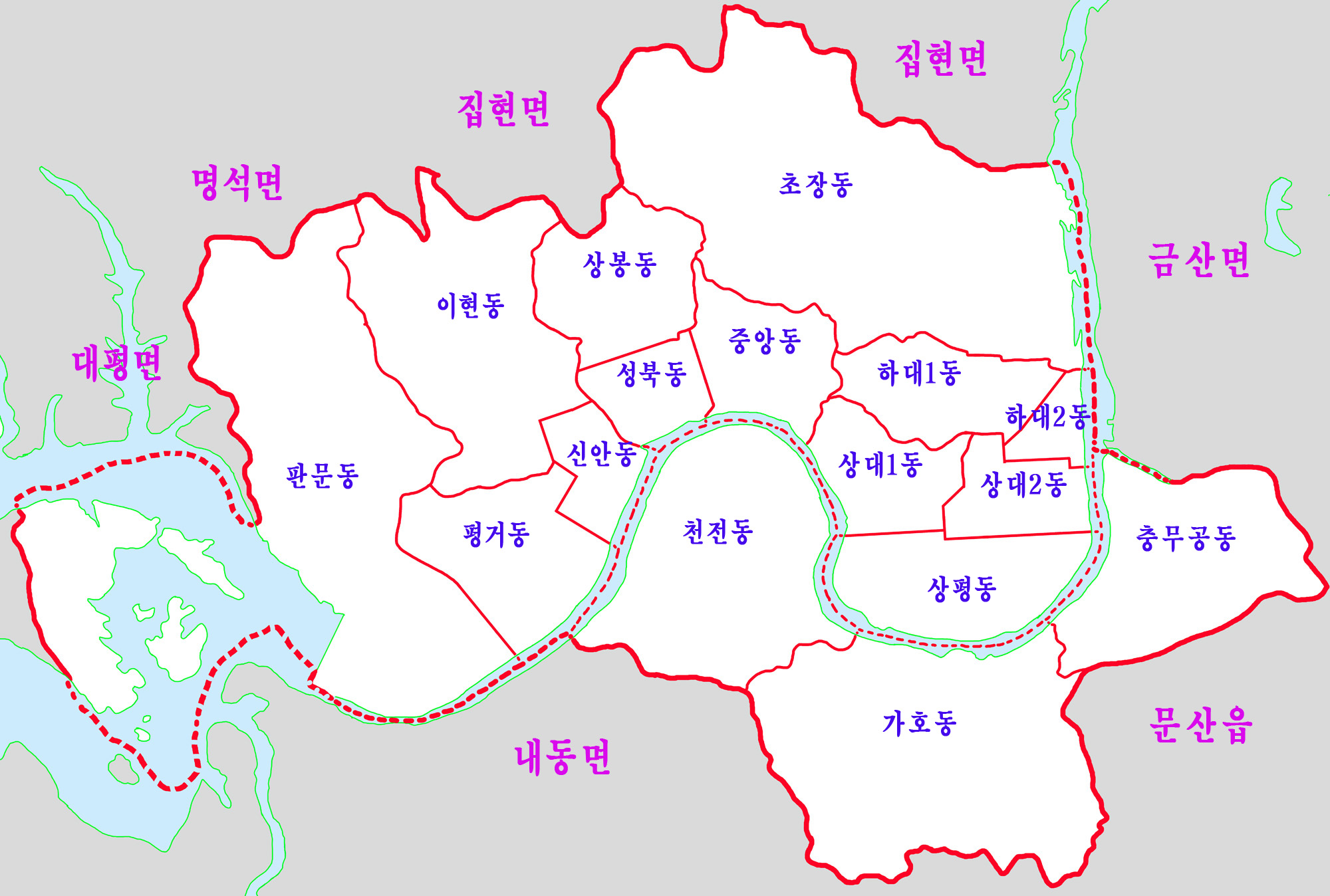
中心市街地の行政区域図

### 行政区域
| 行政洞・邑・面 | 法定洞・法定里                                                                                 |
| -------------- | ---------------------------------------------------------------------------------------------- |
| 川前洞         | 望京洞、株薬洞、江南洞、七岩洞                                                                 |
| 城北洞         | 本城洞、南城洞、仁寺洞、中安洞、桂洞、鳳谷洞                                                   |
| 中央洞         | 東城洞、大安洞、平安洞、蓬莱洞、水晶洞、将台洞、玉峰洞                                         |
| 上鳳洞         | 上鳳洞                                                                                         |
| 上大洞         | 上大洞                                                                                         |
| 下大洞         | 下大洞                                                                                         |
| 上坪洞         | 上坪洞                                                                                         |
| 草長洞         | 草田洞、長在洞、下村洞                                                                         |
| 平居洞         | 二峴洞、新安洞、平居洞                                                                         |
| 新安洞         | 新安洞                                                                                         |
| 二峴洞         | 柳谷洞、二峴洞                                                                                 |
| 板門洞         | 平居洞、板門洞、貴谷洞                                                                         |
| 加虎洞         | 加佐洞、虎灘洞                                                                                 |
| 忠武公洞       | 忠武公洞                                                                                       |
| 文山邑         | 象文里、蘇文里、三谷里、耳谷里、安全里、玉山里、葛谷里、斗山里                                 |
| 奈洞面         | 篤山里、新栗里、三渓里、柳樹里、内坪里                                                         |
| 井村面         | 花開里、礼下里、所谷里、官鳳里、大杻里、礼上里                                                 |
| 金谷面         | 佳峰里、検岩里、東礼里、斗文里、省山里、松谷里、仁潭里、亭子里、竹谷里                         |
| 晋城面         | 上村里、大寺里、温水里、泉谷里、嘉津里、亀川里、東山里                                         |
| 一班城面       | 南山里、倉村里、雲川里、佳仙里、開岩里、畓川里                                                 |
| 二班城面       | 荷谷里、鉢山里、吉星里、佳山里、龍岩里、長安里、坪村里、大川里                                 |
| 寺奉面         | 富渓里、武村里、馬城里、鳳谷里、芳村里、沙谷里                                                 |
| 智水面         | 清源里、清潭里、龍奉里、金谷里、鴨寺里、勝山里                                                 |
| 大谷面         | 大谷里、雪梅里、龍岩里、柳谷里、月牙里、臥龍里、麻津里、徳谷里、丹牧里、広石里、佳亭里、月岩里 |
| 琴山面         | 加芳里、龍牙里、葛田里、束沙里、松栢里、中川里、長沙里                                         |
| 集賢面         | 徳梧里、池内里、鳳降里、沙村里、大岩里、亭坪里、亭水里、冷井里、長興里、新塘里                 |
| 美川面         | 孝子里、安磵里、於玉里、美谷里、班池里、伐塘里、上美里、向陽里、梧坊里                         |
| 鳴石面         | 観旨里、佳花里、新基里、旺旨里、南星里、徳谷里、五美里、外栗里、龍山里、雨水里、桂垣里         |
| 大坪面         | 大坪里、堂村里、内村里、新豊里、下村里、上村里                                                 |
| 水谷面         | 孝子里、昌村里、紫梅里、大泉里、士谷里、元内里、元外里、元渓里                                 |

### 警察
- 晋州警察署

### 消防
- 晋州消防署

## 教育
慶尚南道西部の教育中心地として大学が6校あり、人口の約3割を学生が占める。
- 慶尚国立大学校
- 晋州教育大学校
- 慶南科学技術大学校
- 韓国国際大学校
- 晋州保健大学
- 蓮庵工業大学

## 観光
晋州城攻防戦にまつわる史跡と国立晋州博物館が代表的な観光名所である。南江では毎年10月上旬、晋州城攻防戦にちなんで大型の灯篭を流す晋州南江流灯祭りが開催される。ご当地グルメとして、南江で獲れるウナギ料理、ユッケビビンバ、魚介だしを使った冷麺などが挙げられる。

## 交通

### 空港
市内に空港はないが、中心部から南に約20km離れた泗川市に泗川空港があり、韓国の時刻表では「晋州／泗川」と表記されている。

### 鉄道
晋州駅には京釜線経由でソウル方面に直通するKTXが乗り入れており、ソウル駅との間を約3時間30分で結ぶほか、セマウル号も1日1往復が当駅発着で運転される。一方で西の河東郡・全羅南道方面への列車は少なく、1日8往復のみの運行である。
- 慶全線
  - 班城駅 - 晋州駅

### バス
- 晋州高速バスターミナル：晋州駅より北西へ4kmに位置する。ソウル高速バスターミナルへは20～30分間隔で、所要時間3時間30分。大邱へは50～60分間隔で、所要時間2時間10分。その他水原・仁川・光州等への便がある。
- 晋州市外バスターミナル：高速バスターミナルより北へ1.5kmに位置する。ソウル南部バスターミナルへは30分間隔で運行。その他仁川国際空港・釜山（東萊駅・釜山総合バスターミナル）・大邱（大邱北部市外バスターミナル）・大田・巨済・昌原・南海・河東等への便がある。

### 道路
東西を南海高速道路が、南北を統営-大田・中部高速道路が貫いており、晋州ジャンクションで両道が交わっている。
- 南海高速道路（10号線）
  - 晋州ジャンクション - 晋州インターチェンジ - 文山サービスエリア - 文山インターチェンジ - 晋城インターチェンジ - 智水インターチェンジ
- 統営-大田・中部高速道路（35号線）
  - 晋州ジャンクション - 西晋州インターチェンジ

#### 国道
- 国道2号
- 国道3号
- 国道33号線 (韓国)

## 著名な出身者
- 孫牧人 - 作曲家
- 河亨柱 - ロサンゼルスオリンピック柔道95kg級金メダリスト 東亜大学校教授
- 許秀卿 - 詩人
- ラキ - 元ASTRO
- ソンファ-ATEEZ

## 姉妹都市・提携都市
姉妹都市
- ユージーン、アメリカ合衆国 1961年
- 北見市、日本 1985年
- ウィニペグ、カナダ 1992年
- 順天市、大韓民国 1998年
- 牙山市、大韓民国 2004年
- 安東市、大韓民国 2004年
- 江南区、大韓民国 2005年

友好都市
- 松江市、日本 1999年
- 鄭州市、中国 2000年
- オムスク、ロシア 2007年

パートナーシティ
- 豊橋市、日本 1992年 （教育分野のパートナー都市協定）
- 京都市、日本 1999年 （学術分野のパートナー都市協定)

## その他
- 2011年9月、韓国のピザチェーン「Mr.Pizza」のパロディ広告で、イタリア料理のピザの発祥地として紹介されて話題になった[13]。